# La Ferté-Beauharnais
Pour les articles homonymes, voir La Ferté et Beauharnais.
La Ferté-Beauharnais est une commune française située dans le département du Loir-et-Cher, en région Centre-Val de Loire.
Localisée au centre-est du département, la commune fait partie de la petite région agricole « la Grande Sologne », vaste étendue de bois et de prés aux récoltes médiocres. Avec une superficie de 2,42 km2, La Ferté-Beauharnais est la 3e commune la moins étendue du département (après Les Roches-l'Évêque) mais, avec 582 habitants en 2022, constitue seulement la 128e commune la plus faiblement peuplée du Loir-et-Cher (sur 267), après Areines (580 hab.). Anciennement connue comme « La Ferté-Avrain », le nom de la commune commémore depuis 1764 le marquisat d'Ancien Régime de François de Beauharnais (1714–1800) et, plus largement, la famille de Beauharnais — d'où le blason municipal — de laquelle s'est rattachée l'impératrice Joséphine de Beauharnais, la première épouse de Napoléon Ier.
L'occupation des sols est marquée par l'importance des espaces agricoles et naturels qui occupent la quasi-totalité du territoire communal. Un espace naturel d'intérêt est présent sur la commune : un site natura 2000. En 2010, l'orientation technico-économique de l'agriculture sur la commune est la culture des céréales et des oléoprotéagineux. À l'instar du département qui a vu disparaître le quart de ses exploitations en dix ans, le nombre d'exploitations agricoles a fortement diminué, passant de 46 en 1988, à 0 en 2000, puis à 0 en 2010.
Outre son château et son église, La Ferté-Beauharnais est dotée d'un étang, d'un champ de foire, d'un cimetière, d'une école maternelle, d'une école primaire, d'un terrain de football, d'une supérette, d'un parc de stationnement, d'une salle des fêtes, et d'un restaurant. La mairie et l'école datent du second Empire, à l'initiative de Napoléon III lui-même.
L'arbre le plus large du village est un séquoia baptisé « le Suppositoire » et qui a pour particularité de pouvoir être très facilement escaladé. Il a été foudroyé à plusieurs reprises[réf. souhaitée]. Il a malheureusement été abattu en 2011 par le propriétaire du terrain sur lequel il avait poussé[réf. souhaitée].
La foire de La Ferté-Beauharnais, dédiée traditionnellement aux petits élevages, a lieu chaque année depuis l'an 1167 le 11 juin, jour de la Saint-Barnabé, ce qui en fait une des plus vieilles foires de France. Elle attire de nombreux visiteurs[évasif].
Le patrimoine architectural de la commune comprend deux bâtiments portés à l'inventaire des monuments historiques : la maison du Soleil, inscrite en 1926, et l'auberge de l'Écu de France, inscrite en 1987.

## Géographie

### Localisation et communes limitrophes
La commune de Ferté-Beauharnais se trouve au centre-est du département de Loir-et-Cher, dans la petite région agricole de la Grande Sologne,. À vol d'oiseau, elle se situe à 39,5 km  de Blois, préfecture du département, à 21,6 km de Romorantin-Lanthenay, sous-préfecture, et à 26 km de Chambord, chef-lieu du canton de Chambord dont dépend la commune depuis 2015. La commune fait en outre partie du bassin de vie de Lamotte-Beuvron.
Les communes les plus proches sont : 
Neung-sur-Beuvron (3,4 km), Saint-Viâtre (6,7 km), La Marolle-en-Sologne (7 km), Marcilly-en-Gault (8,7 km), Chaumont-sur-Tharonne (8,8 km), Montrieux-en-Sologne (9,3 km), Yvoy-le-Marron (10,1 km), Villeny (11,5 km) et Millançay (12,1 km).
| La Marolle-en-Sologne | Chaumont-sur-Tharonne | Lamotte-Beuvron |
| Neung-sur-Beuvron     | La Ferté-Beauharnais  | Saint-Viâtre    |
| Millançay             | Marcilly-en-Gault     | Saint-Viâtre    |

La Ferté-Beauharnais est située sur le Beuvron, au croisement des routes départementales 922 et 923, entre Neung-sur-Beuvron et Romorantin-Lanthenay. Outre les routes départementales, le principal axe est le chemin des Épinettes, qui relie le champ de foire à la Croix des Îles, située sur la départementale 923, à l'extrémité nord-est du village. La Ferté-Beauharnais longe le Beuvron, mais lui tourne le dos.

### Paysages et relief
Dans le cadre de la Convention européenne du paysage, adoptée le 20 octobre 2000 et entrée en vigueur en France le 1er juillet 2006, un atlas des paysages de Loir-et-Cher a été élaboré en 2010 par le CAUE de Loir-et-Cher, en collaboration avec la DIREN Centre (devenue DREAL en 2011), partenaire financier. Les paysages du département s'organisent ainsi en huit grands ensembles et 25 unités de paysage,. La commune fait partie de l'unité de paysage de « la Grande Sologne », dans la Sologne.
À l'échelle régionale, le très important taux de boisement de la Sologne en fait une sorte de gigantesque île de verdure au cœur d'un océan de cultures, entre Beauce et Champagne Berrichonne. La Grande Sologne, localisée au sud-est, entre les vallées de la Loire et du Cher, occupe à elle seule un tiers environ du Loir-et-Cher. Elle déborde ses limites en s'étendant sur le Loiret et le Cher, rejoignant la Forêt d'Orléans au nord-est et couvrant la plus grande partie du coude de la Loire jusqu'aux portes de Bourges, au sud.
L'altitude du territoire communal varie de 95 mètres à 109 mètres,.

### Hydrographie

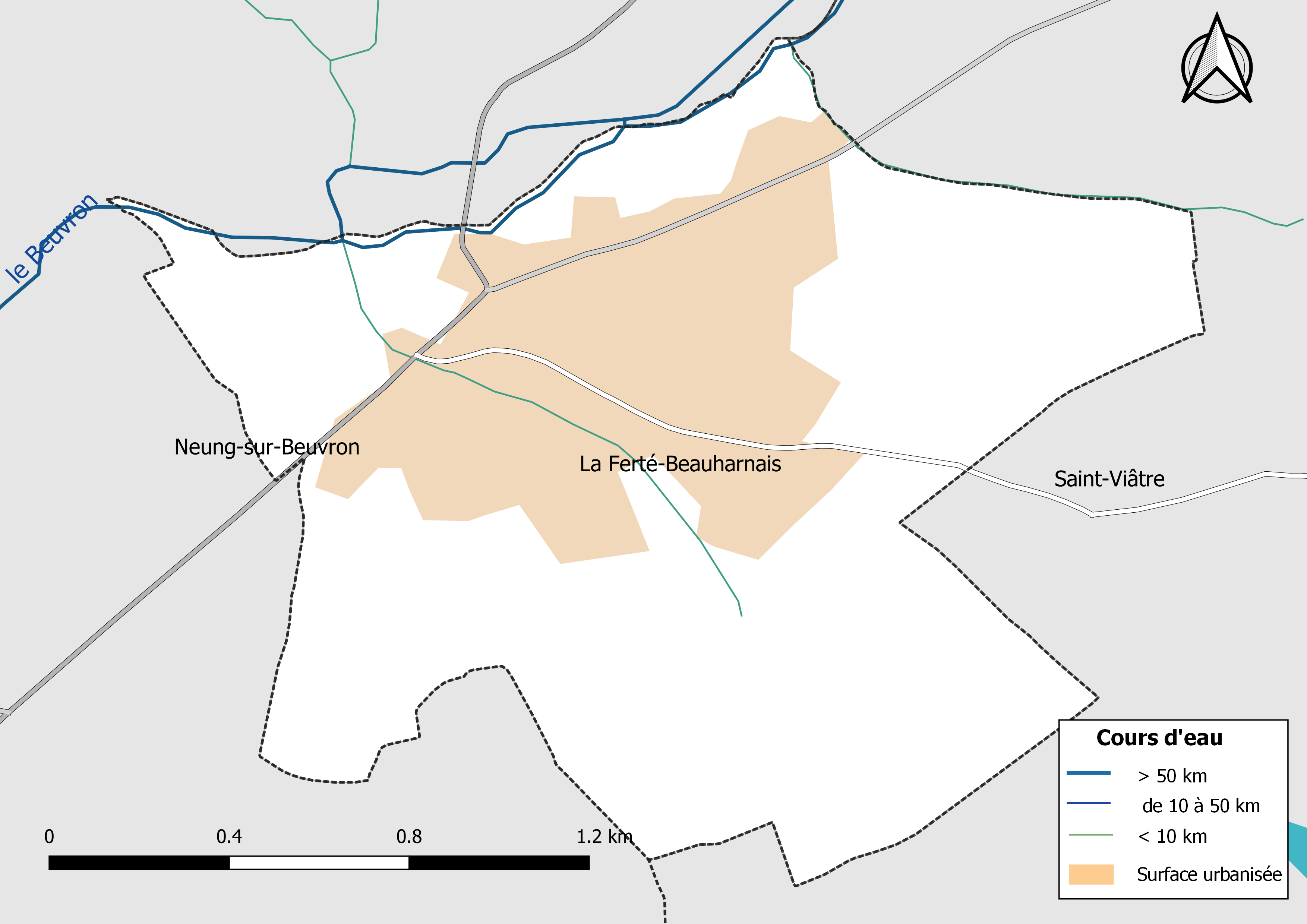
Réseau hydrographique de la Ferté-Beauharnais.

La commune est drainée par le Beuvron (1,119 km) et par divers petits cours d'eau, constituant un réseau hydrographique de 3,1 km de longueur totale.
Le Beuvron, d'une longueur totale de 115,2 km, prend sa source dans la commune de Coullons, dans le Loiret et se jette  dans la Loire à Candé-sur-Beuvron, après avoir traversé 29 communes.
Sur le plan piscicole, ce cours d'eau est classé en deuxième catégorie, où le peuplement piscicole dominant est constitué de poissons blancs (cyprinidés) et de carnassiers (brochet, sandre et perche).

### Climat
Pour des articles plus généraux, voir Climat du Centre-Val de Loire et Climat de Loir-et-Cher.
En 2010, le climat de la commune est de type climat océanique dégradé des plaines du Centre et du Nord, selon une étude du CNRS s'appuyant sur une série de données couvrant la période 1971-2000. En 2020, Météo-France publie une typologie des climats de la France métropolitaine dans laquelle la commune est exposée à un climat océanique altéré et est dans la région climatique Moyenne vallée de la Loire, caractérisée par une bonne insolation (1 850 h/an) et un été peu pluvieux.
Pour la période 1971-2000, la température annuelle moyenne est de 11,2 °C, avec une amplitude thermique annuelle de 15,3 °C. Le cumul annuel moyen de précipitations est de 711 mm, avec 10,9 jours de précipitations en janvier et 7 jours en juillet. Pour la période 1991-2020, la température moyenne annuelle observée sur la station météorologique de Météo-France la plus proche, « Montrieux », sur la commune de Montrieux-en-Sologne à 9 km à vol d'oiseau, est de 12,0 °C et le cumul annuel moyen de précipitations est de 672,2 mm,. Pour l'avenir, les paramètres climatiques de la commune estimés pour 2050 selon différents scénarios d'émission de gaz à effet de serre sont consultables sur un site dédié publié par Météo-France en novembre 2022.

### Milieux naturels et biodiversité

#### Sites Natura 2000
Le réseau Natura 2000 est un réseau écologique européen de sites naturels d'intérêt écologique élaboré à partir des Directives « Habitats » et « Oiseaux ». Ce réseau est constitué de Zones spéciales de conservation (ZSC) et de Zones de protection spéciale (ZPS). Dans les zones de ce réseau, les États membres s'engagent à maintenir dans un état de conservation favorable les types d'habitats et d'espèces concernés, par le biais de mesures réglementaires, administratives ou contractuelles. L'objectif est de promouvoir une gestion adaptée des habitats tout en tenant compte des exigences économiques, sociales et culturelles, ainsi que des particularités régionales et locales de chaque État membre. Les activités humaines ne sont pas interdites, dès lors que celles-ci ne remettent pas en cause significativement l'état de conservation favorable des habitats et des espèces concernés. Une partie du territoire communal est incluse dans le site Natura 2000 : la « Sologne », d'une superficie de 346 184 ha.

## Urbanisme

### Typologie
Au 1er janvier 2024, La Ferté-Beauharnais est catégorisée commune rurale à habitat dispersé, selon la nouvelle grille communale de densité à sept niveaux définie par l'Insee en 2022.
Elle est située hors unité urbaine et hors attraction des villes,.

### Occupation des sols
L'occupation des sols est marquée par l'importance des espaces agricoles et naturels (96,8 %). La répartition détaillée ressortant de la base de données européenne d'occupation biophysique des sols Corine Land Cover millésimée 2012 est la suivante : 
- terres arables (11,6 %) ;
- cultures permanentes (0,6 %) ;
- zones agricoles hétérogènes (15,4 %) ;
- prairies (3,5 %) ;
- forêts (65,2 %) ;
- milieux à végétation arbustive ou herbacée (0,7 %) ;
- zones urbanisées (1 %) ;
- espaces verts artificialisés non agricoles (0,5 %) ;
- zones industrielles et commerciales et réseaux de communication (1,7 %) ;
- eaux continentales (0,5 %).

### Planification
La loi SRU du 13 décembre 2000 a incité fortement les communes à se regrouper au sein d'un établissement public, pour déterminer les partis d'aménagement de l'espace au sein d'un SCoT, un document essentiel d'orientation stratégique des politiques publiques à une grande échelle. La commune est dans le territoire du  SCOT de Grande Sologne, prescrit en juillet 2015.
En matière de planification, la commune disposait en 2017 d'un plan d'occupation des sols approuvé, un plan local d'urbanisme était en révision. Par ailleurs, à la suite de la loi ALUR (loi pour l'accès au logement et un urbanisme rénové) de mars 2014, un plan local d'urbanisme intercommunal couvrant le territoire de la communauté de communes de la Sologne des étangs a été prescrit le 9 décembre 2015.

### Habitat et logement
Le tableau ci-dessous présente la typologie des logements à la Ferté-Beauharnais en 2016 en comparaison avec celle du Loir-et-Cher et de la France entière. Une caractéristique marquante du parc de logements est ainsi une proportion de résidences secondaires et logements occasionnels (19,6 %) supérieure à celle du département (18 %) et à celle de la France entière (9,6 %). Concernant le statut d'occupation de ces logements, 78,0 % des habitants de la commune sont propriétaires de leur logement (74,7 % en 2011), contre 68,1 % pour le Loir-et-Cher et 57,6 pour la France entière.
|                                                         | La Ferté-Beauharnais | Loir-et-Cher | France entière |
| ------------------------------------------------------- | -------------------- | ------------ | -------------- |
| Résidences principales (en %)                           | 70,5                 | 74,5         | 82,3           |
| Résidences secondaires et logements occasionnels (en %) | 19,6                 | 18           | 9,6            |
| Logements vacants (en %)                                | 9,9                  | 7,5          | 8,1            |

### Risques majeurs
Le territoire communal de Ferté-Beauharnais est vulnérable à différents aléas naturels : inondations (par débordement du Beuvron), climatiques (hiver exceptionnel ou canicule), mouvements de terrains ou sismique (sismicité très faible)8 avril 20208 avril 2020
Il est également exposé à un risque technologique :  le transport de matières dangereuses,.

#### Risques naturels

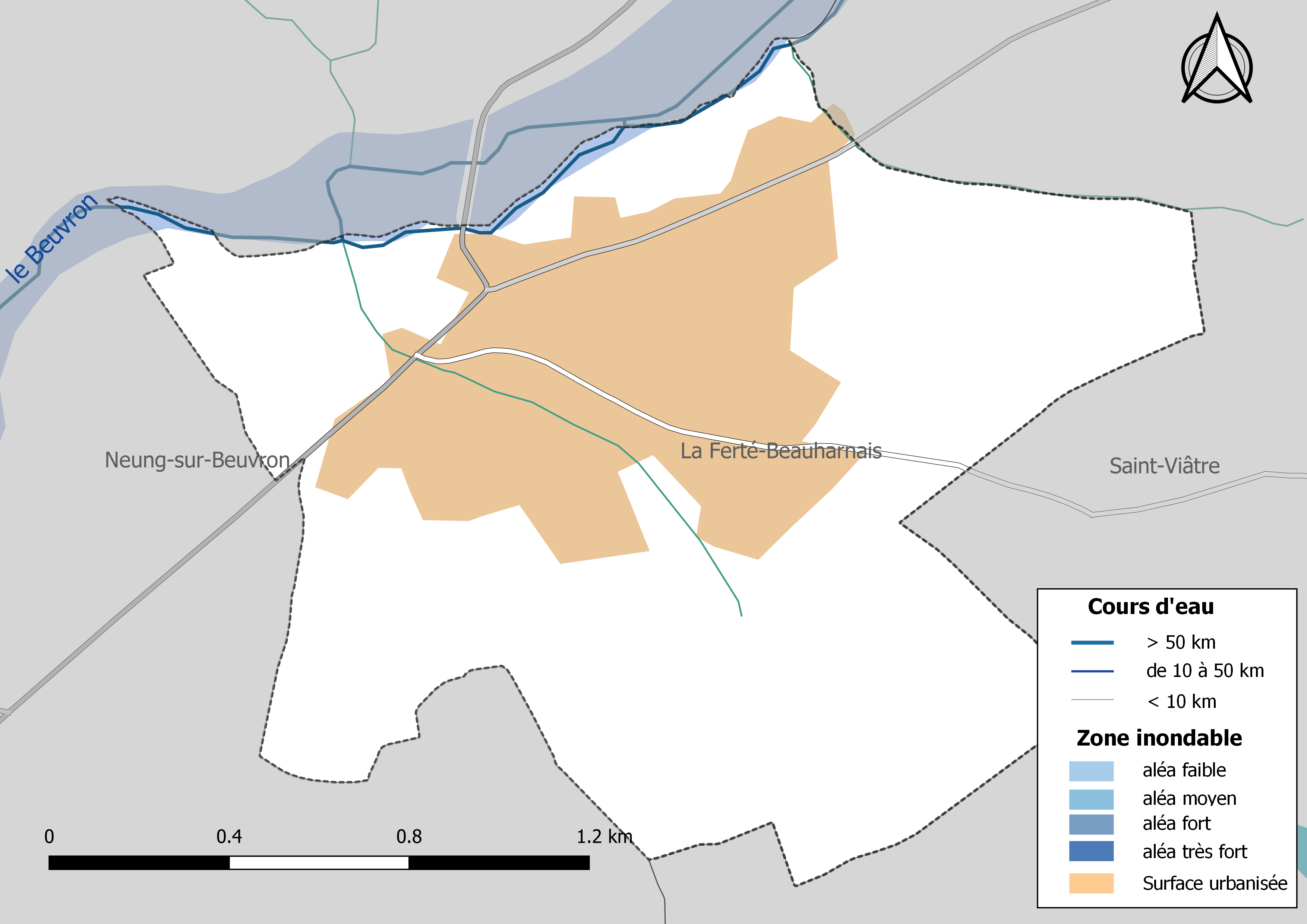
Zones inondables de la commune de Ferté-Beauharnais.

Les mouvements de terrains susceptibles de se produire sur la commune sont liés au retrait-gonflement des argiles. Le phénomène de retrait-gonflement des argiles est la conséquence d'un changement d'humidité des sols argileux. Les argiles sont capables de fixer l'eau disponible mais aussi de la perdre en se rétractant en cas de sécheresse. Ce phénomène peut provoquer des dégâts très importants sur les constructions (fissures, déformations des ouvertures) pouvant rendre inhabitables certains locaux. La carte de zonage de cet aléa peut être consultée sur le site de l'observatoire national des risques naturels Georisques.
Un atlas des zones inondables du Beuvron est établi en décembre 2003. Les crues historiques du Beuvron sont celles de 1856, de 1910 et de 1936-1937. Le débit de la crue de référence varie ainsi entre 60 et 160 m3/s selon les sections.

#### Risques technologiques
Le risque de transport de marchandises dangereuses sur la commune est lié à sa traversée par une route à fort trafic. Un accident se produisant sur une telle infrastructure est en effet susceptible d'avoir des effets graves au bâti ou aux personnes jusqu'à 350 m, selon la nature du matériau transporté. Des dispositions d'urbanisme peuvent être préconisées en conséquence.

## Histoire

### De l'Antiquité à l'époque moderne
Rien ne laisse penser que le village ait existé durant l'Antiquité, cependant une voie romaine, appelée traditionnellement les « Chemins Bas », passe à proximité des châteaux de la Ferté en provenance de Neung-Sur-Beuvron, réputé être l'oppidum de Noviodunum Biturigum.
Le village est probablement né des défrichements monastiques du XIe siècle. L'archidiacre Hervé aurait ainsi fondé une église collégiale en 1033.
L'église Saint-Barthélemy est fondée en 1149 et reconstruite en 1524 après avoir été détruite vers le milieu du XIIe siècle. Sur le porche de l'église sont gravées des croix que des pèlerins ont laissé au cours des siècles. Le cimetière comprend des tombes de la famille de Mac Mahon.
Il ne reste aujourd'hui en 2021, que quelques ruines du château du Moyen Âge (« Château-Vieux »), dont les pierres ont partiellement servi notamment pour les habitations environnantes. Un souterrain, depuis muré, partait du château et, selon la tradition, allait jusqu'à l'église et jusqu'à quelques maisons du village qui existent toujours. Si l'entrée est visible, aucune sortie n'a été officiellement découverte. Jeanne d'Arc a traversé le village avec son armée en 1429.

### XVIIIesiècle
En 1752 (20 avril), la châtellenie est acquise  par François de Beauharnais, gouverneur général des Isles du Vent (Martinique), qui entreprend la construction d'un édifice de style classique. Le château moyenâgeux est alors détruit mais il est possible que les deux châteaux aient coexisté quelque temps. En juin 1764, ce seigneur obtient la création d'un marquisat sous l'appellation de la Ferté-Beauharnais, nom qu'il a conservé depuis.

#### Révolution française et Empire
Le fils de François, Alexandre de Beauharnais (1760-1794), ancien commandant de l'Armée du Rhin et époux de Joséphine de Beauharnais, future impératrice, devient maire de la commune, mais il est guillotiné sous le règne de la Terreur durant la Révolution française (23 juillet 1794, quatre jours avant la chute de Robespierre). Son fils Eugène (1781-1824), comblé d'honneurs par Napoléon qui l'a adopté et intronisé vice-roi d'Italie, s'occupe du domaine en l'embellissant. Le château fut géré par des intendants durant la fin de l'Empire, puis lors de l'exil d'Eugène.

#### Nouvelle organisation territoriale
Le décret de l'Assemblée nationale du 12 novembre 1789 décrète qu'« il y aura une municipalité dans chaque ville, bourg, paroisse ou communauté de campagne », mais ce n'est qu'avec le décret de la Convention nationale du 10 brumaire an II (31 octobre 1793) que la paroisse de La Ferté-Beauharnais devient formellement « commune de La Ferté-Beauharnais »,.
En 1790, dans le cadre de la création des départements, la municipalité est rattachée au canton de Chaumont et au district de Romorantin. Les cantons sont supprimés, en tant que découpage administratif, par une loi du 26 juin 1793, et ne conservent qu'un rôle électoral, permettant l'élection des électeurs du second degré chargés de désigner les députés,. La Constitution du 5 fructidor an III, appliquée à partir de vendémiaire an IV (1795) supprime les districts, considérés comme des rouages administratifs liés à la Terreur, mais maintient les cantons qui acquièrent dès lors plus d'importance en retrouvant une fonction administrative. Enfin, sous le Consulat, un redécoupage territorial visant à réduire le nombre de justices de paix ramène le nombre de cantons en Loir-et-Cher de 33 à 24. La Ferté-Beauharnais est alors rattachée au canton de Neung-sur-Beuvron et à l'arrondissement de Blois par arrêté du 5 vendémiaire an X (26 septembre 1801),,. Cette organisation va rester inchangée pendant près de 150 ans.

### XIXeetXXesiècles
Le château fut vandalisé par les derniers locataires à partir de 1821. Il est vendu à la mort d'Eugène en 1824 par sa femme, à M. de La Salle. Le futur empereur Napoléon III, petit-fils d'Alexandre par sa fille Hortense (sœur d'Eugène), revient dans le village en 1852 et fait construire la mairie actuelle ainsi que deux écoles.

## Politique et administration

### Découpage territorial
La commune de Ferté-Beauharnais est membre de la communauté de communes de la Sologne des étangs, un établissement public de coopération intercommunale (EPCI) à fiscalité propre créé le 1er janvier 2001.
Elle est rattachée sur le plan administratif à l'arrondissement de Romorantin-Lanthenay, au département de Loir-et-Cher et à la région Centre-Val de Loire, en tant que circonscriptions administratives. Sur le plan électoral, elle est rattachée au canton de Chambord depuis 2015 pour l'élection des conseillers départementaux et à la deuxième circonscription de Loir-et-Cher pour les élections législatives.

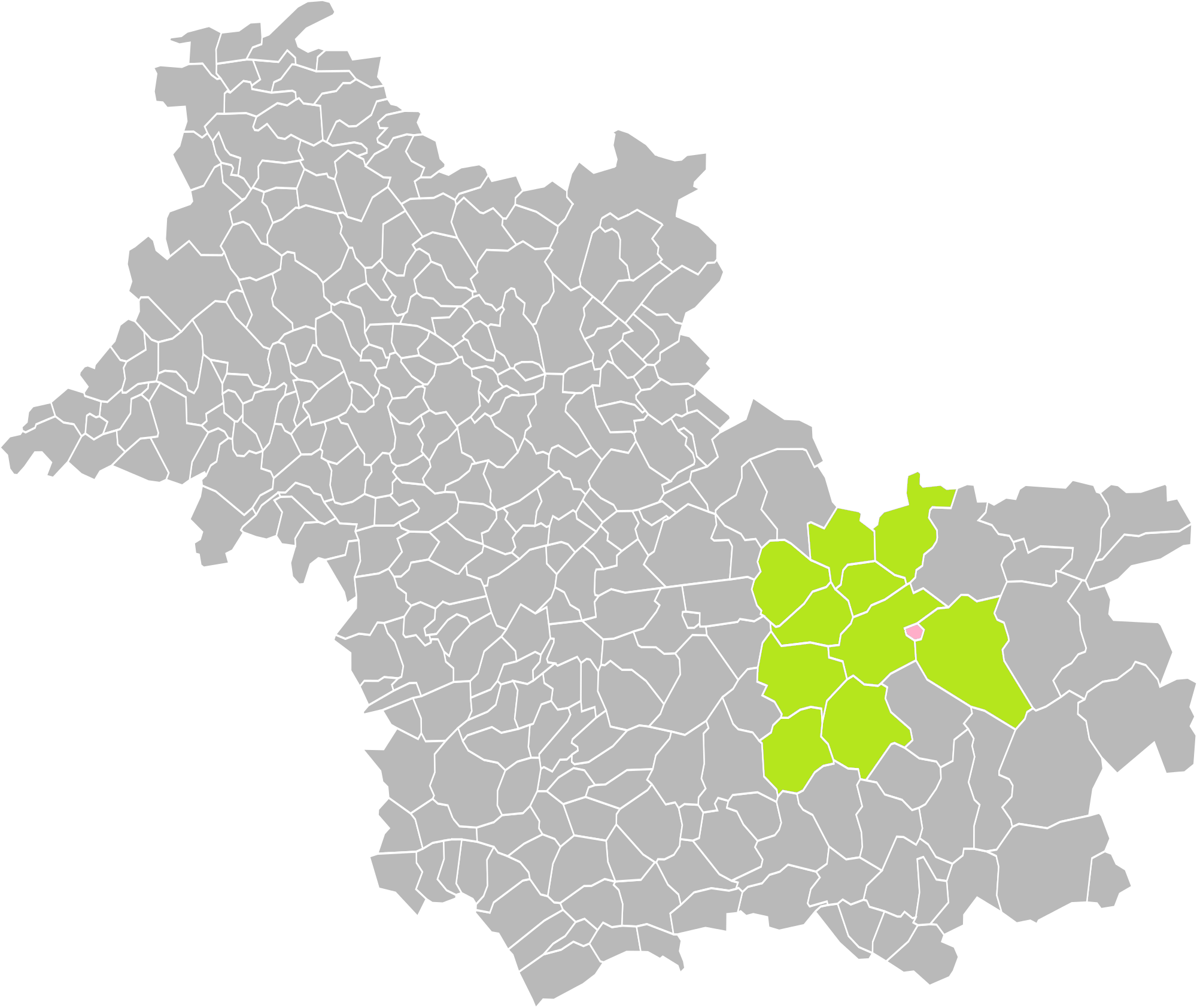
La Ferté-Beauharnais dans l'intercommunalité en 2016.
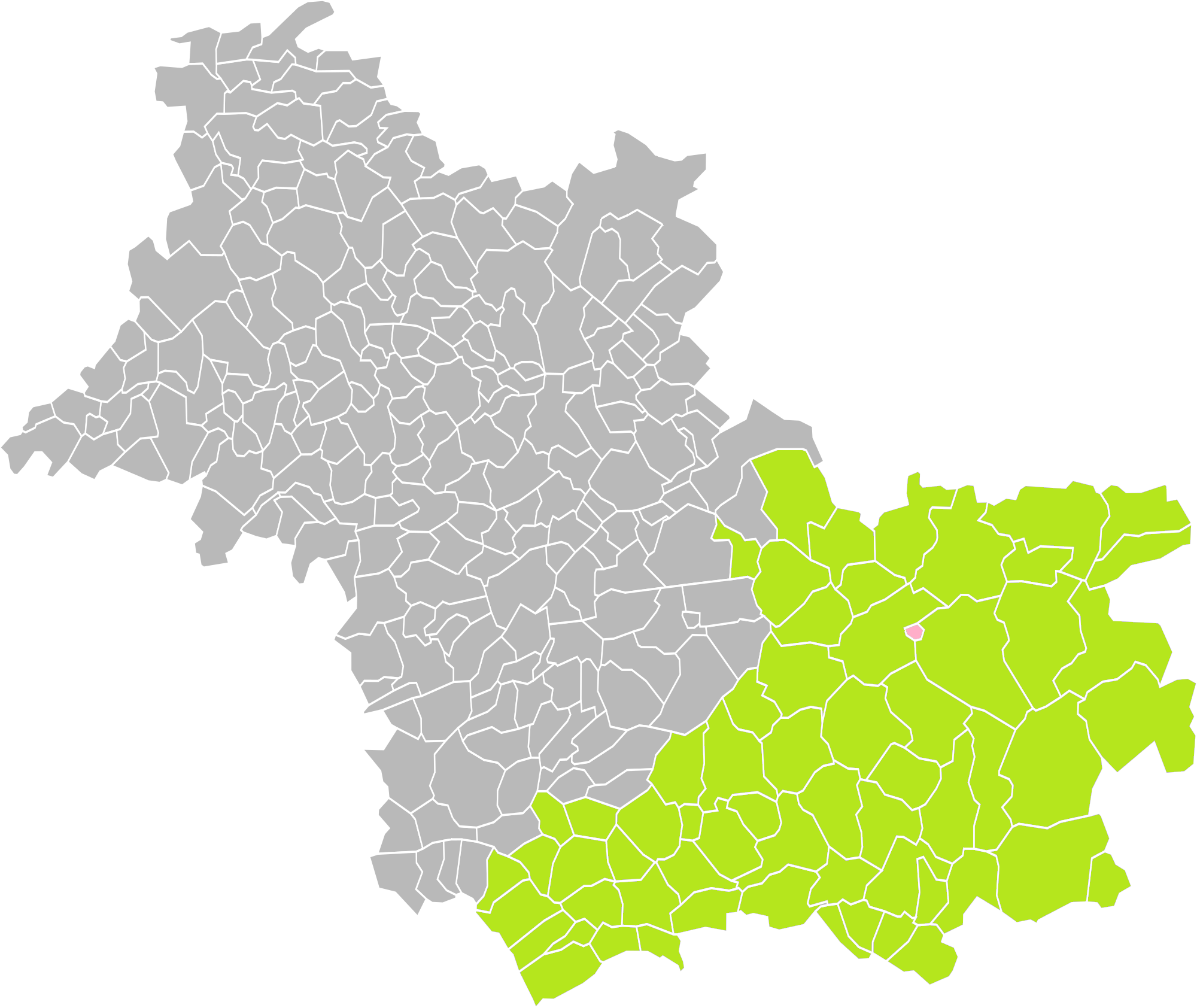
La Ferté-Beauharnais dans l'arrondissement de Romorantin-Lanthenay en 2016.
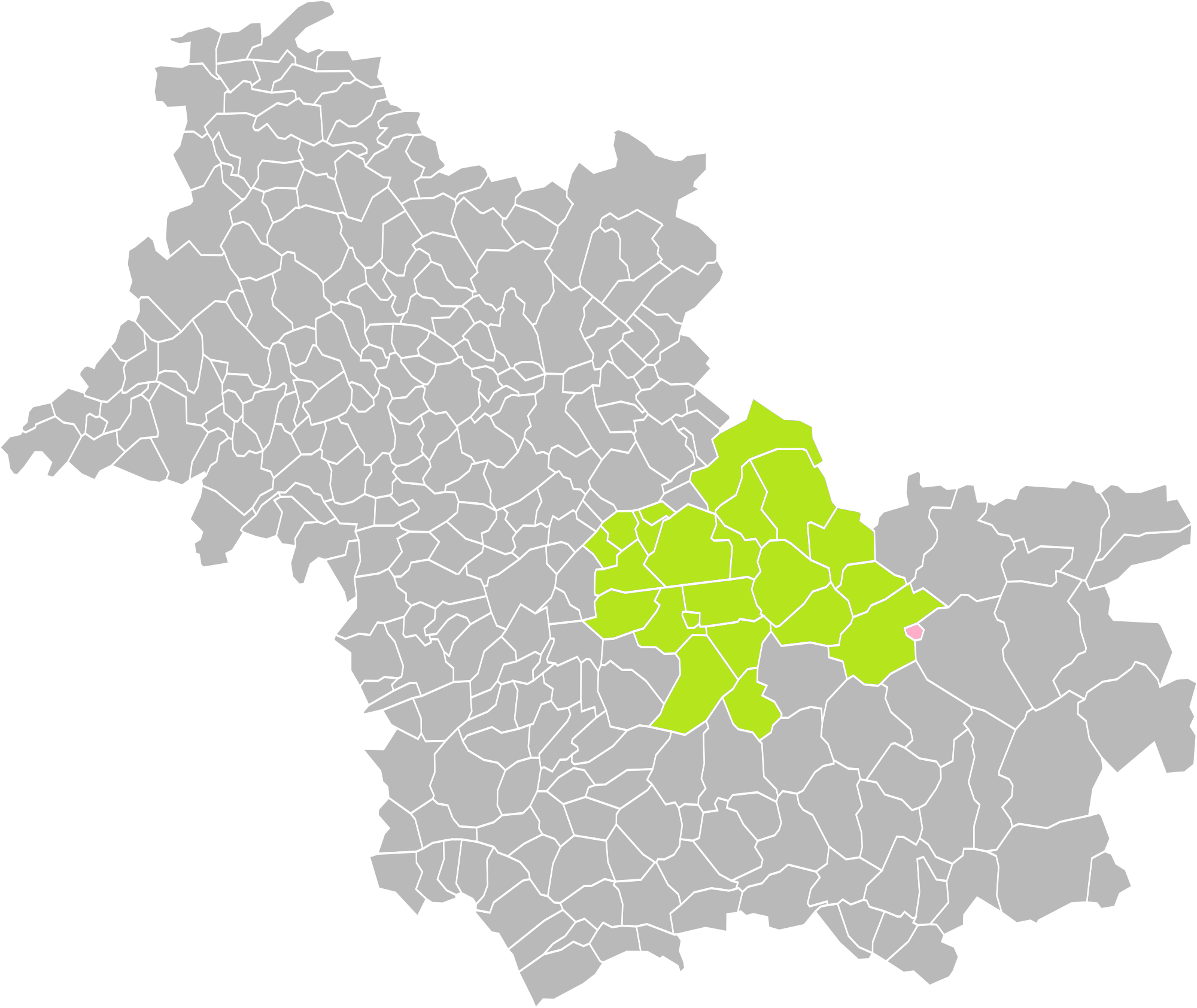
La Ferté-Beauharnais dans le canton de Chambord en 2016.

### Politique et administration municipale

#### Conseil municipal et maire
Le conseil municipal de Ferté-Beauharnais, commune de moins de 1 000 habitants, est élu au scrutin majoritaire plurinominal avec listes ouvertes et panachage. Compte tenu de la population communale, le nombre de sièges au conseil municipal est de 15. Le maire, à la fois agent de l'État et exécutif de la commune en tant que collectivité territoriale, est élu par le conseil municipal au scrutin secret lors de la première réunion du conseil suivant les élections municipales, pour un mandat de six ans, c'est-à-dire pour la durée du mandat du conseil.
| Période                                  | Période  | Identité           | Étiquette | Qualité |
| ---------------------------------------- | -------- | ------------------ | --------- | ------- |
| 1995                                     | 2001     | Christiane MOLLARD |           | Maire   |
| 2001                                     | En cours | Jean-Pierre Guémon |           |         |
| Les données manquantes sont à compléter. |          |                    |           |         |

## Équipements et services

### Eau et assainissement
L'organisation de la distribution de l'eau potable, de la collecte et du traitement des eaux usées et pluviales relève des communes. La compétence eau et assainissement des communes est un service public industriel et commercial (SPIC).

#### Alimentation en eau potable
Le service d'eau potable comporte trois grandes étapes : le captage, la potabilisation et la distribution d'une eau potable conforme aux normes de qualité fixées pour protéger la santé humaine. En 2019, la commune assure elle-même le service en régie.

#### Assainissement des eaux usées
En 2019, la commune de Ferté-Beauharnais gère le service d'assainissement collectif en régie directe, c'est-à-dire avec ses propres personnels, avec le statut de régie à autonomie financière.
Une station de traitement des eaux usées est en service au 1er janvier 2019 sur le territoire communal : 
« Route De Chaumont », un équipement utilisant la technique du lagunage naturel, avec prétraitement, dont la capacité est de 400 EH, mis en service le 1er novembre 1986.
L'assainissement non collectif (ANC) désigne les installations individuelles de traitement des eaux domestiques qui ne sont pas desservies par un réseau public de collecte des eaux usées et qui doivent en conséquence traiter elles-mêmes leurs eaux usées avant de les rejeter dans le milieu naturel. La communauté de communes de la Sologne des étangs assure pour le compte de la commune le service public d'assainissement non collectif (SPANC), qui a pour mission de vérifier la bonne exécution des travaux de réalisation et de réhabilitation, ainsi que le bon fonctionnement et l'entretien des installations.

### Sécurité, justice et secours
La sécurité de la commune est assurée par la brigade de gendarmerie de Neung-sur-Beuvron qui dépend du groupement de gendarmerie départementale de Loir-et-Cher installé à Blois.
En matière de justice, La Ferté-Beauharnais relève du conseil de prud'hommes de Blois, de la Cour d'appel d'Orléans (juridiction de Blois), de la Cour d'assises de Loir-et-Cher, du tribunal administratif de Blois, du tribunal de commerce de Blois et du tribunal judiciaire de Blois.

## Population et société

### Démographie

#### Évolution démographique
L'évolution du nombre d'habitants est connue à travers les recensements de la population effectués dans la commune depuis 1793. Pour les communes de moins de 10 000 habitants, une enquête de recensement portant sur toute la population est réalisée tous les cinq ans, les populations de référence des années intermédiaires étant quant à elles estimées par interpolation ou extrapolation. Pour la commune, le premier recensement exhaustif entrant dans le cadre du nouveau dispositif a été réalisé en 2004.

En 2022, la commune comptait 582 habitants, en évolution de +14,12 % par rapport à 2016 (Loir-et-Cher : −1,15 %, France hors Mayotte : +2,11 %).
| 1793 | 1800 | 1806 | 1821 | 1831 | 1836 | 1841 | 1846 | 1851 |
| ---- | ---- | ---- | ---- | ---- | ---- | ---- | ---- | ---- |
| 268  | 247  | 216  | 300  | 360  | 410  | 416  | 433  | 466  |

| 1856 | 1861 | 1866 | 1872 | 1876 | 1881 | 1886 | 1891 | 1896 |
| ---- | ---- | ---- | ---- | ---- | ---- | ---- | ---- | ---- |
| 559  | 531  | 587  | 601  | 596  | 623  | 624  | 664  | 647  |

| 1901 | 1906 | 1911 | 1921 | 1926 | 1931 | 1936 | 1946 | 1954 |
| ---- | ---- | ---- | ---- | ---- | ---- | ---- | ---- | ---- |
| 602  | 583  | 640  | 550  | 545  | 510  | 449  | 510  | 466  |

| 1962 | 1968 | 1975 | 1982 | 1990 | 1999 | 2004 | 2006 | 2009 |
| ---- | ---- | ---- | ---- | ---- | ---- | ---- | ---- | ---- |
| 468  | 454  | 392  | 400  | 442  | 463  | 510  | 516  | 521  |

| 2014 | 2019 | 2022 | - | - | - | - | - | - |
| ---- | ---- | ---- | - | - | - | - | - | - |
| 515  | 555  | 582  | - | - | - | - | - | - |

#### Pyramide des âges
La population de la commune est relativement âgée.
En 2018, le taux de personnes d'un âge inférieur à 30 ans s'élève à 28,3 %, soit en dessous de la moyenne départementale (31,3 %). À l'inverse, le taux de personnes d'âge supérieur à 60 ans est de 34,4 % la même année, alors qu'il est de 31,6 % au niveau départemental.
En 2018, la commune comptait 270 hommes pour 270 femmes, soit un taux de 50 % de femmes, légèrement inférieur au taux départemental (51,45 %).
Les pyramides des âges de la commune et du département s'établissent comme suit.
| Hommes | Classe d’âge | Femmes |
| ------ | ------------ | ------ |
| 0,7    | 90 ou +      | 1,1    |
| 6,5    | 75-89 ans    | 10,5   |
| 27,0   | 60-74 ans    | 23,1   |
| 17,6   | 45-59 ans    | 21,3   |
| 17,3   | 30-44 ans    | 18,4   |
| 16,5   | 15-29 ans    | 9,7    |
| 14,4   | 0-14 ans     | 15,9   |

| Hommes | Classe d’âge | Femmes |
| ------ | ------------ | ------ |
| 1,1    | 90 ou +      | 2,6    |
| 9,2    | 75-89 ans    | 11,9   |
| 19,7   | 60-74 ans    | 20,4   |
| 20,7   | 45-59 ans    | 20     |
| 16,5   | 30-44 ans    | 16,2   |
| 15,2   | 15-29 ans    | 13,2   |
| 17,6   | 0-14 ans     | 15,7   |

### Enseignement
La Ferté-Beauharnais est située dans l'académie d'Orléans-Tours. La commune dispose d'une école élémentaire publique, l'école Les Trois Merlettes.

## Économie

### Secteurs d'activité
Le tableau ci-dessous détaille le nombre d'entreprises implantées à la Ferté-Beauharnais selon leur secteur d'activité et le nombre de leurs salariés :
|                                                              | total | % com (% dep) | 0 salarié | 1 à 9 salarié(s) | 10 à 19 salariés | 20 à 49 salariés | 50 salariés ou plus |
| ------------------------------------------------------------ | ----- | ------------- | --------- | ---------------- | ---------------- | ---------------- | ------------------- |
| Ensemble                                                     | 50    | 100,0 (100)   | 38        | 11               | 0                | 1                | 0                   |
| Agriculture, sylviculture et pêche                           | 3     | 6,0 (11,8)    | 2         | 1                | 0                | 0                | 0                   |
| Industrie                                                    | 2     | 4,0 (6,5)     | 0         | 2                | 0                | 0                | 0                   |
| Construction                                                 | 5     | 10,0 (10,3)   | 5         | 0                | 0                | 0                | 0                   |
| Commerce, transports, services divers                        | 37    | 74,0 (57,9)   | 31        | 5                | 0                | 1                | 0                   |
| dont commerce et réparation automobile                       | 10    | 20,0 (17,5)   | 9         | 1                | 0                | 0                | 0                   |
| Administration publique, enseignement, santé, action sociale | 3     | 6,0 (13,5)    | 0         | 3                | 0                | 0                | 0                   |
| Champ : ensemble des activités.                              |       |               |           |                  |                  |                  |                     |

Le secteur du commerce, transports et services divers est prépondérant sur la commune (37 entreprises sur 50).
Sur les 50 entreprises implantées à la Ferté-Beauharnais en 2016, 38 ne font appel à aucun salarié, 11 comptent 1 à 9 salariés, et 1 emploie entre 20 et 49 personnes.
Au 1er juillet 2017, la commune est classée en zone de revitalisation rurale (ZRR), un dispositif visant à aider le développement des territoires ruraux principalement à travers des mesures fiscales et sociales. Des mesures spécifiques en faveur du développement économique s'y appliquent également.

### Agriculture
En 2010, l'orientation technico-économique de l'agriculture sur la commune est la polyculture et le polyélevage. Le département a perdu près d'un quart de ses exploitations en 10 ans, entre 2000 et 2010 (c'est le département de la région Centre-Val de Loire qui en compte le moins). Cette tendance se retrouve également au niveau de la commune où le nombre d'exploitations est passé de 7 en 1988 à 2 en 2000 puis à 2 en 2010. Parallèlement, la taille de ces exploitations augmente, passant de 5 ha en 1988 à 9 ha en 2010.
Le tableau ci-dessous présente les principales caractéristiques des exploitations agricoles de Ferté-Beauharnais, observées sur une période de 22 ans : 
|                                      | 1988                 | 2000                 | 2010                 |
| Dimension économique                 | Dimension économique | Dimension économique | Dimension économique |
| ------------------------------------ | -------------------- | -------------------- | -------------------- |
| Nombre d'exploitations (u)           | 7                    | 2                    | 2                    |
| Travail (UTA)                        | 13                   | 35                   | 3                    |
| Surface agricole utilisée (ha)       | 32                   | 20                   | 18                   |
| Cultures                             |                      |                      |                      |
| Terres labourables (ha)              | 19                   | s                    | s                    |
| Céréales (ha)                        | 10                   | s                    | s                    |
| dont blé tendre (ha)                 | s                    |                      |                      |
| dont maïs-grain et maïs-semence (ha) | s                    |                      | s                    |
| Tournesol (ha)                       | 0                    |                      |                      |
| Colza et navette (ha)                | 0                    |                      |                      |
| Élevage                              |                      |                      |                      |
| Cheptel (UGBTA)                      | 36                   | 10                   | 0                    |

## Culture locale et patrimoine

### Lieux et monuments
- Le château de Beauharnais.

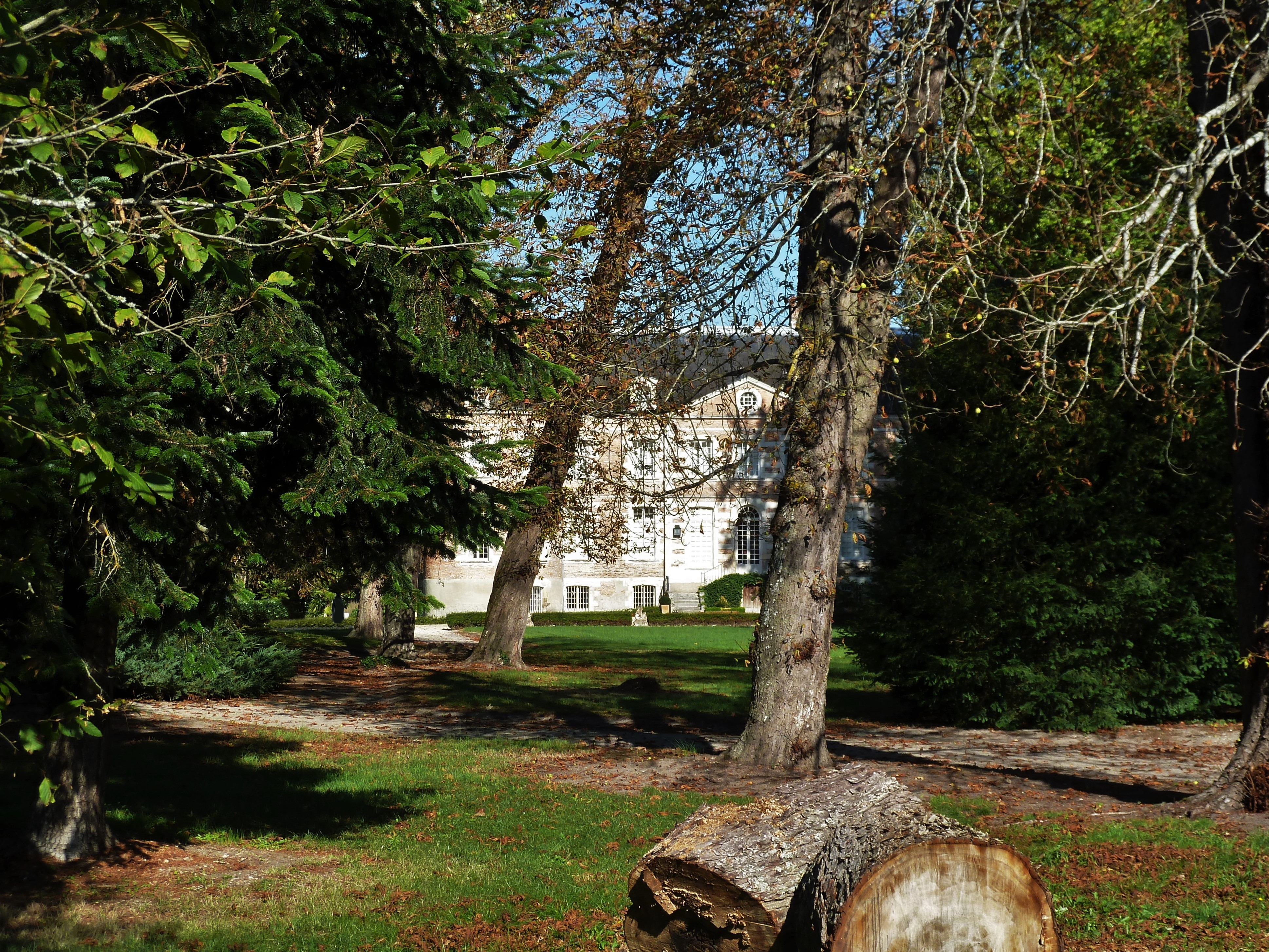
Château de La Ferté-Beauharnais.

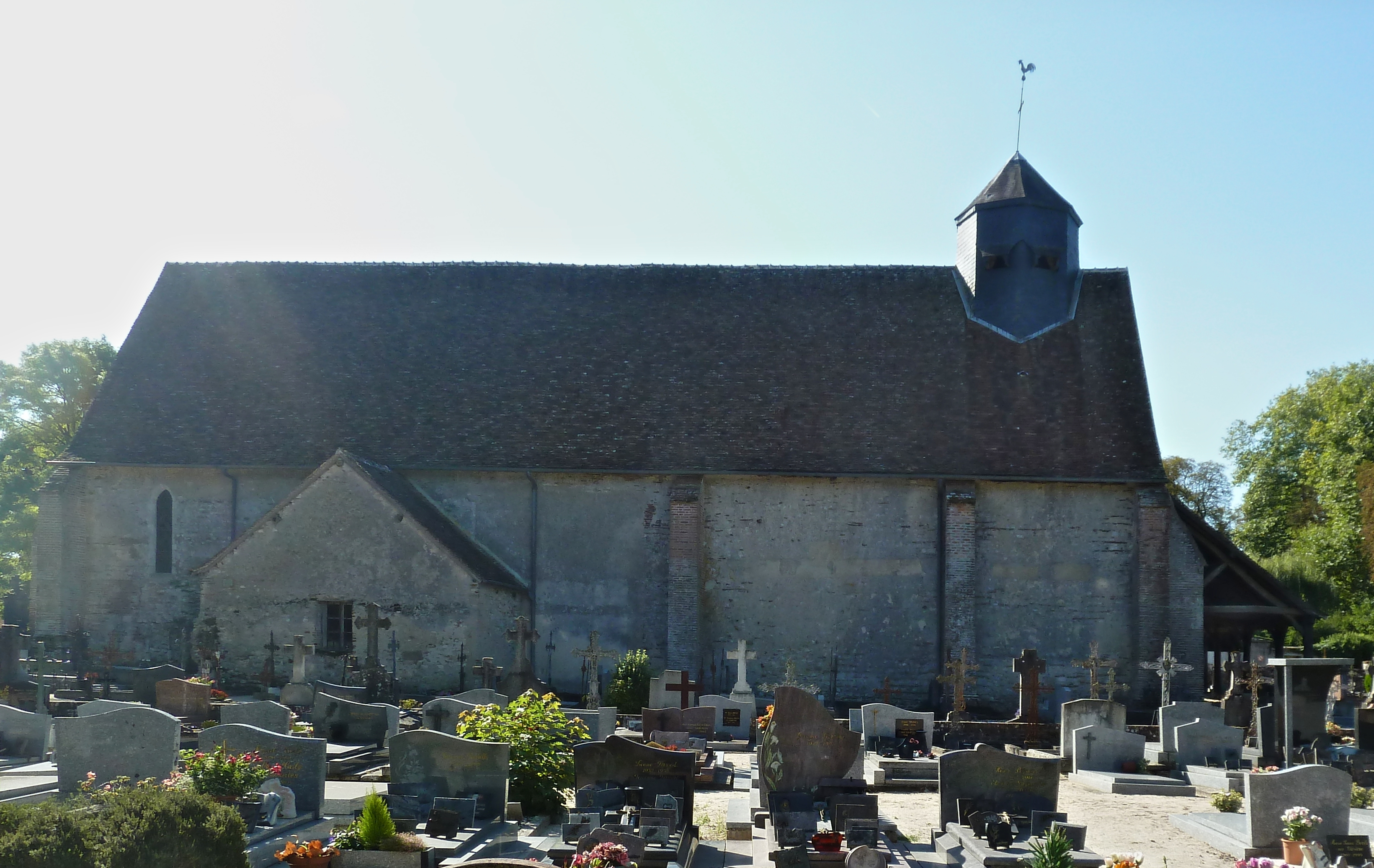
Église Saint-Barthélemy.

- L'église Saint-Barthélemy, reconstruite au XVIe siècle[83].
- Vieilles maisons à pan de bois[84] :
  - la maison du soleil, ou du carreoir ;
  - l'auberge de l'écu de France, dont l'existence est attestée depuis au moins 1550 ;
  - l'auberge du dauphin, datant du XVe siècle ;
  - le café des trois canards, datant du début du XVIIIe siècle ;
  - la ferme des Iles, ancienne métairie du château, datant du XIIe siècle.

### Héraldique
|  | Les armoiries de La Ferté-Beauharnais se blasonnent ainsi : D'argent à la fasce de sable accompagnée de 3 merlettes de même rangées en chef. |

## Personnalités liées à la commune
- Alexandre de Beauharnais (1760-1794), maire de la commune.
- Joseph Tissier (1857-1848), évêque, y est né.
- Napoléon III (1808-1873), empereur, a initié la construction de la mairie et l'école.